# Christian Eriksen
Christian Dannemann Eriksen (Middelfart, 14 de fevereiro de 1992) é um futebolista dinamarquês que atua como meio-campista. Atualmente está sem clube.
Durante um jogo do EURO 2020, em 12 de junho de 2021, Eriksen desmaiou em campo após sofrer uma parada cardíaca e precisou receber ressuscitação cardiopulmonar e ser equipado com um cardioversor-desfibrilador implantável.
Foi eleito quatro vezes o jogador dinamarquês do ano (2013, 2014, 2015 e 2017) pela Associação Dinamarquesa de Futebol.
Em janeiro de 2022, após recuperação da parada cardíaca, Eriksen voltou ao futebol após oito meses depois fora do relvado, com uma transferência para o Brentford FC, clube da Premier League, antes de se transferir para o Manchester United, onde que jogou até 2025.

## Carreira

### Middelfart e Odense
Nascido em Middelfart, Dinamarca, Eriksen seguiu os passos de seu pai Thomas quando começou a jogar futebol na academia do time local, Middelfart G&BK. O pai de Eriksen também era um dos treinadores na época e em 2004 eles ajudaram o time juvenil a terminar invicto no campeonato local pela terceira vez em um período de quatro anos. No ano seguinte, ele se juntou ao Odense Boldklub, que competiu no campeonato juvenil dinamarquês e em um ano ajudou o clube a conquistar o título por faixa etária. Foi no Odense que Eriksen começou a mostrar sinais de sua habilidade técnica, com suas habilidades de dribles e cobranças de falta elogiadas pelo então técnico, Tonny Hermansen. Seu desempenho nas categorias de base atraiu a atenção de vários grandes clubes europeus, incluindo Chelsea e Barcelona. Eriksen passou por testes em ambos os clubes, bem como no Real Madrid, Manchester United e Milan, mas decidiu se mudar para o Ajax, afirmando: "Meu primeiro passo não deveria ser muito grande. Eu sabia que jogar na Holanda seria muito bom para o meu desenvolvimento."

### Ajax

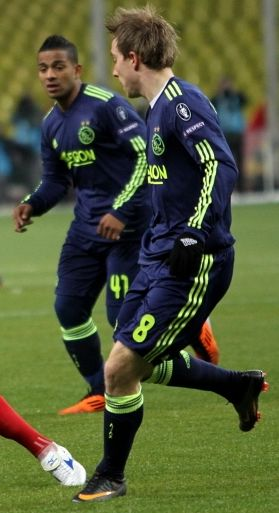
Eriksen com seu ex-companheiro de equipe Lorenzo Ebecilio, no Ajax, em março de 2011

Em 17 de outubro de 2008, Eriksen assinou um contrato de dois anos e meio com o Ajax. A taxa de transferência recebida pelo Odense foi estimada em 1 milhão de euros, enquanto o Middelfart também recebeu uma quantia de 35.000 euros, que mais tarde usou para construir um campo de futebol.
Eriksen passou pelas equipes juvenis do Ajax e foi promovido ao time titular em janeiro de 2010, onde recebeu a camisa número 51. Fez sua estreia no time principal pela Eredivisie no empate em 1 a 1 com o NAC Breda. Ele marcou seu primeiro gol pelo Ajax em 25 de março, na vitória por 6 a 0 sobre o Go Ahead Eagles na Copa da Holanda, e estendeu seu contrato com o clube no mês seguinte. No final de sua primeira temporada profissional no clube, Eriksen disputou 21 partidas oficiais, marcando um gol, e estreou pela seleção da Dinamarca. A boa forma de Eriksen ao longo da campanha rendeu elogios do técnico Martin Jol, que o comparou com Wesley Sneijder e Rafael van der Vaart, bem como à lenda dinamarquesa Michael Laudrup por sua leitura do jogo no tradicional papel de camisa 10.
Em 18 de outubro de 2011, Eriksen marcou seu primeiro gol na Liga dos Campeões quando o Ajax venceu o Dinamo Zagreb por 2 a 0 na fase de grupos.
Eriksen deixou o Ajax depois de fazer 162 jogos em todas as competições e marcar 32 gols, entre os anos 2010 e 2013, conquistando quatro títulos, sendo três deles o Campeonato Holandês (2010–11, 2011–12 e 2012–13) e mais uma Supercopa em 2013.

### Tottenham
Pretendido por clubes como PSG e Borussia Dortmund, em agosto de 2013 Eriksen foi contratado pelo Tottenham por 13,5 milhões de euros. Ele fez sua estreia na liga contra o Norwich City em 14 de setembro e deu uma assistência para Gylfi Sigurðsson na vitória por 2-0. Após a partida, o técnico do Spurs, André Villas-Boas, comentou: "Foi uma grande estreia para Christian, ele é um camisa 10 puro, um jogador criativo e sua qualidade individual fez toda a diferença."
Na Premier League 2016-17, Eriksen marcou oito gols e e contribui com 15 assistências, quando o clube terminou a campanha da liga como vice-campeão. Eriksen também registrou o maior número de assistências na FA Cup de 2016-17 e mais tarde ganhou o prêmio de Jogador da Temporada do Tottenham, conquistando o prêmio pela segunda vez, depois de vencê-lo anteriormente em sua temporada de estreia no clube.
Eriksen quebrou o recorde de mais gols marcados por um jogador dinamarquês na Premier League ao marcar seu 33º gol na vitória por 3–2 sobre o West Ham United em 23 de setembro de 2017, superando o recorde anteriormente detido por Nicklas Bendtner. Em 14 de abril de 2018, Eriksen foi nomeado pela primeira vez na Equipe do Ano da PFA, ao lado dos companheiros de equipe Kane e Jan Vertonghen.
Com uma qualidade de passe acurada, grande visão de jogo e especialista em bolas paradas, foi uma dos principais nomes da equipe no vice-campeonato da Liga dos Campeões de 2018–19; no entanto, o Liverpool sagrou-se campeão.

### Internazionale
Depois de semanas de negociação e de muita expectativa, foi anunciado como reforço da Internazionale no dia 28 de janeiro de 2020. O meia assinou contrato até junho de 2024.
Estreou no dia 29 de janeiro, contra a Fiorentina, numa vitória de 2 a 1 pela Copa da Itália.
Em 29 de outubro de 2021, foi anunciado que Eriksen não estava autorizado a jogar na Serie A devido à presença de um desfibrilador cardioversor implantável que lhe foi colocado após sofrer uma parada cardíaca durante uma partida na UEFA Euro 2020.
Rescindiu o contrato com a Inter no dia 17 de dezembro de 2021, após ser desautorizado a jogar no país depois que a Liga proibiu que jogadores atuassem com o dispositivo de monitoramento cardíaco. Ele atuou em 60 partidas, marcou oito gols e conquistou a Série A na temporada 2020–21.

### Brentford
Após quase 8 meses sem jogar, no dia 31 de janeiro de 2022 Eriksen foi anunciado e oficializado como novo reforço do Brentford da Premier League, assinando um contrato válido até o final da temporada 2021–22. Em 26 de fevereiro, sua primeira aparição foi como reserva na derrota por 2 a 0 para o Newcastle United - ele substituiu Mathias Jensen, que entrou no lugar de Eriksen no jogo em que sofreu uma parada cardíaca.
Sua passagem pelo Brentford foi curta com um total de 11 jogos e um gol.

### Manchester United

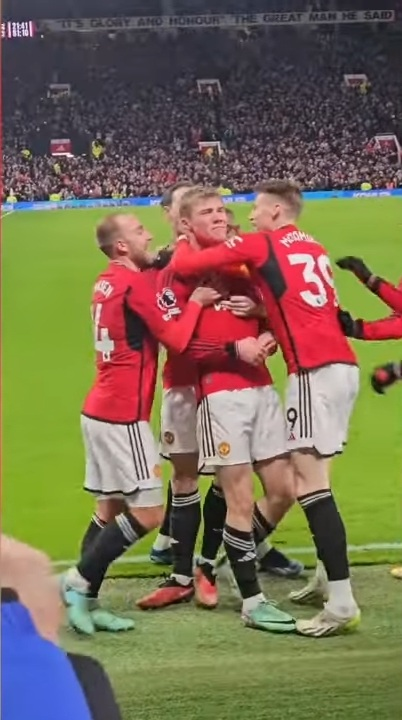
Eriksen (primeiro a esquerda) comemorando um gol com seus companheiros de United em 2023

Em 15 de julho de 2022 o Manchester United anunciou a contratação de Eriksen, com contrato válido até 2025. No dia 14 de novembro, ele marcou seu primeiro gol com a camisa dos Red Devil's em sua 16ª partida do campeonato contra o Fulham, e também deu assistência para o gol da vitória, marcado por Garnacho.
Manchester United bateu o Reading por 3 a 1 em 28 de janeiro de 2023, pelas quartas de final da Copa da Inglaterra. Contudo, Eriksen sofreu uma lesão no tornozelo, ele se machucou ao sofrer uma dura entrada de Andy Carroll. Manchester informou um prazo de pelo menos três meses de recuperação.
Em 1 de julho de 2025, a trajetória de Christian Eriksen no Manchester United chegou ao fim depois de três temporadas. O meio-campista deixa a equipe depois de 106 jogos, oito gols marcados e 17 assistências concedidas.

## Seleção Nacional
Após atuar por todas as categorias de base da Dinamarca, estreou pela Seleção Dinamarquesa principal em março de 2010. Foi convocado para a Copa do Mundo realizada na África do Sul, sendo o jogador mais jovem da competição.

### Euro 2020

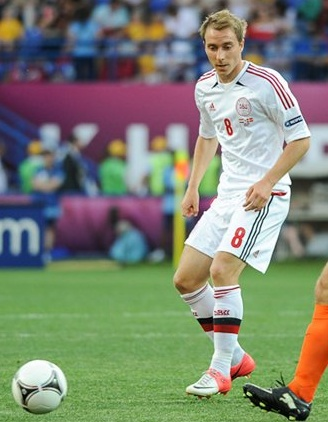
Eriksen com a Dinamarca em uma partida da Euro 2012, contra a Holanda.

Em 12 de junho de 2021, durante uma partida da Euro 2020 contra a Finlândia, o meia dinamarquês desabou sozinho no gramado durante um mal súbito e precisou receber massagem cardíaca. Após mais de 15 minutos de atendimento, Eriksen foi retirado de campo de maca, com um balão de oxigênio e enviado para um hospital. A partida, que havia sido suspensa, foi retomada pela UEFA após o quadro do jogador se estabilizar, com a seleção dinamarquesa sendo derrotada por 1 a 0.
No dia seguinte ao ocorrido, o médico da Seleção Dinamarquesa esclareceu que Eriksen havia sofrido uma parada cardíaca e que precisou ser ressuscitado em campo.
A 17 de junho, Eriksen passou por uma cirurgia na qual foi colocado um cardioversor desfibrilhador implantável (CDI), um aparelho similar a um marcapasso que regula a frequência cardíaca.

### Euro 2024
Eriksen foi incluído na convocatória para o UEFA Euro 2024. Ele marcou na partida de abertura do Grupo C da Dinamarca contra a Eslovénia, que terminou empatada a 1–1. No último encontro da fase de grupos contra a Sérvia, ele participou do seu 133º jogo internacional, tornando-se o jogador dinamarquês com mais internacionalizações à frente do seu colega de equipa Simon Kjær.

### Polêmica relacionada à COVID-19
Após a síncope sofrida pelo jogador, circularam nas redes sociais alegações antivacinação de que a síncope seria decorrente de vacina contra a COVID-19. Giuseppe Marotta, diretor da Inter de Milão, clube que Christian defendia na época, apontou que o jogador não havia se vacinado na época do incidente, classificando a alegação como fake news.

### Copa do Mundo 2022
Em 7 de novembro de 2022, foi convocado pelo técnico Kasper Hjulmand para disputar a Copa do Mundo de 2022. Eriksen jogou em todos os jogos da Dinamarca, que terminou em último lugar no Grupo D.

### Participações em Copas do Mundo
| Mundial                    | Sede          | Resultado        | Partidas | Golos |
| -------------------------- | ------------- | ---------------- | -------- | ----- |
| Copa do Mundo FIFA de 2010 | África do Sul | Primeira fase    | 2        | 0     |
| Copa do Mundo FIFA de 2018 | Rússia        | Oitavas de final | 4        | 1     |
| Copa do Mundo FIFA de 2022 | Catar         | Primeira fase    | 3        | 0     |

## Estilo de jogo
Descrito como um "camisa dez clássico" pela mídia, a posição favorita de Eriksen é em um papel livre no centro do campo como um meia ofensivo atrás dos atacantes; no entanto, ele é um jogador taticamente versátil, capaz de atuar também como um meio-campista central ou mezzala em um sistema 4-3-3 (como foi o caso durante seus primeiros anos com o Ajax), e como um ponta direita em uma formação 4-2-3-1. Ele também foi utilizado ocasionalmente na ala esquerda ou como um segundo atacante.
Possuindo visão significativa, amplitude de passe, precisão de cruzamentos, entrega em bolas paradas, criatividade, habilidades técnicas, movimentação e capacidade de ler o jogo, além de bom equilíbrio e coordenação, Eriksen é elogiado por comentaristas por sua habilidade em orquestrar jogadas ofensivas para sua equipe com sua distribuição, criar ou explorar espaços com suas corridas e fornecer assistências a seus companheiros de equipe; sua variedade de habilidades o torna um eficaz armador e criador de oportunidades. Além de seu talento, ele também é conhecido por sua dedicação ao trabalho e inteligência em campo. Ele também é conhecido por sua capacidade de marcar gols de médio campo e por sua habilidade de chutar a bola com potência e precisão com ambos os pés, apesar de ser naturalmente destro, especialmente de longa distância; além disso, ele também se estabeleceu como um especialista em cobranças de falta.
Devido ao seu estilo de jogo, nacionalidade e função, comentaristas o compararam aos compatriotas Michael e Brian Laudrup, que foram duas de suas principais influências na juventude, assim como Wesley Sneijder e Rafael van der Vaart. Eriksen também citou Francesco Totti como uma inspiração.

## Estatísticas
Atualizadas até 25 de maio de 2023.

### Clubes
| Equipe            | Temporada         | Campeonato nacional | Campeonato nacional | Copas nacionais | Copas nacionais | Competições continentais | Competições continentais | Outros torneios | Outros torneios | Total | Total |
| Equipe            | Temporada         | Jogos               | Gols                | Jogos           | Gols            | Jogos                    | Gols                     | Jogos           | Gols            | Jogos | Gols  |
| ----------------- | ----------------- | ------------------- | ------------------- | --------------- | --------------- | ------------------------ | ------------------------ | --------------- | --------------- | ----- | ----- |
| Ajax              | 2009–10           | 15                  | 0                   | 4               | 1               | 2                        | 0                        | –               | –               | 21    | 1     |
| Ajax              | 2010–11           | 28                  | 6                   | 6               | 1               | 12                       | 1                        | 1               | 0               | 47    | 8     |
| Ajax              | 2011–12           | 33                  | 7                   | 2               | 0               | 8                        | 1                        | 1               | 0               | 44    | 8     |
| Ajax              | 2012–13           | 33                  | 10                  | 4               | 2               | 8                        | 1                        | –               | –               | 45    | 13    |
| Ajax              | 2013–14           | 4                   | 2                   | –               | –               | –                        | –                        | 1               | 0               | 5     | 2     |
| Ajax              | Total             | 113                 | 25                  | 16              | 4               | 30                       | 3                        | 3               | 0               | 162   | 32    |
| Tottenham         | 2013–14           | 25                  | 7                   | 2               | 0               | 9                        | 3                        | –               | –               | 36    | 10    |
| Tottenham         | 2014–15           | 38                  | 10                  | 6               | 2               | 4                        | 0                        | –               | –               | 48    | 12    |
| Tottenham         | 2015–16           | 35                  | 6                   | 5               | 1               | 7                        | 1                        | –               | –               | 47    | 8     |
| Tottenham         | 2016–17           | 36                  | 8                   | 4               | 3               | 8                        | 1                        | –               | –               | 48    | 12    |
| Tottenham         | 2017–18           | 37                  | 10                  | 4               | 2               | 6                        | 2                        | –               | –               | 47    | 14    |
| Tottenham         | 2018–19           | 35                  | 8                   | 4               | 0               | 12                       | 2                        | –               | –               | 51    | 10    |
| Tottenham         | 2019–20           | 20                  | 2                   | 3               | 0               | 5                        | 1                        | –               | –               | 28    | 3     |
| Tottenham         | Total             | 226                 | 51                  | 28              | 8               | 51                       | 10                       | –               | –               | 305   | 69    |
| Internazionale    | 2019–20           | 17                  | 1                   | 3               | 1               | 6                        | 2                        | 0               | 0               | 26    | 4     |
| Internazionale    | 2020–21           | 26                  | 3                   | 4               | 1               | 4                        | 0                        | –               | –               | 34    | 4     |
| Internazionale    | Total             | 43                  | 4                   | 7               | 2               | 10                       | 2                        | 0               | 0               | 60    | 8     |
| Brentford         | 2021–22           | 11                  | 1                   | –               | –               | –                        | –                        | –               | –               | 11    | 1     |
| Brentford         | Total             | 11                  | 1                   | –               | –               | –                        | –                        | –               | –               | 11    | 1     |
| Manchester United | 2022–23           | 27                  | 1                   | 7               | 1               | 8                        | 0                        | 0               | 0               | 42    | 2     |
| Manchester United | Total             | 27                  | 1                   | 7               | 1               | 8                        | 0                        | 0               | 0               | 42    | 2     |
| Total na carreira | Total na carreira | 420                 | 82                  | 58              | 15              | 99                       | 15                       | 3               | 0               | 580   | 112   |

### Seleção Dinamarquesa
| Ano   |       |      |         |
| Ano   | Jogos | Gols | Assist. |
| ----- | ----- | ---- | ------- |
| 2010  | 10    | 0    | 1       |
| 2011  | 10    | 2    | 4       |
| 2012  | 11    | 0    | 0       |
| 2013  | 11    | 2    | 3       |
| 2014  | 7     | 1    | 1       |
| 2015  | 8     | 1    | 2       |
| 2016  | 9     | 6    | 2       |
| 2017  | 9     | 9    | 4       |
| 2018  | 10    | 4    | 2       |
| 2019  | 10    | 6    | 3       |
| 2020  | 8     | 5    | 0       |
| 2021  | 6     | 0    | 1       |
| 2022  | 11    | 3    | 1       |
| 2023  | 6     | 1    | 3       |
| 2024  | 8     | 2    | 2       |
| Total | 134   | 42   | 29      |

## Títulos
Ajax
- Campeonato Neerlandês: 2010–11, 2011–12, 2012–13, 2013–14
- Copa dos Países Baixos: 2009–10
- Supercopa dos Países Baixos: 2013

Internazionale
- Campeonato Italiano: 2020–21

Manchester United
- Copa da Liga Inglesa: 2022–23
- Copa da Inglaterra: 2023–24

Seleção Dinamarquesa
- King's Cup: 2010

### Prêmios individuais
- Revelação do Futebol Neerlandês do Ano: 2010–11
- 74º melhor jogador do ano de 2012 (The Guardian)[65]
- Equipe do Ano PFA da Premier League: 2017–18[66]
- Futebolista Dinamarquês do Ano: 2013, 2014, 2015 e 2017